# Thomas Bopp
Thomas J. Bopp (Denver, Colorado; 15 de octubre de 1949-5 de enero de 2018) fue un astrónomo amateur estadounidense.
La noche del 22 de julio de 1995, junto con Alan Hale observaba el cielo en el desierto de Arizona cuando observó el cometa Hale-Bopp, y estaba usando un telescopio prestado construido en casa. Hale y Bopp descubrieron el cometa por casualidad aproximadamente al mismo tiempo. Fue el primer cometa que observó.
Vivió en Phoenix (Arizona) desde 1980 hasta su muerte el 5 de enero de 2018. Trabajó además como jefe en una fábrica de materiales de construcción.